# Devonotarbus hombachensis
Devonotarbus, Devonotarbidae
Famille
Genre
Espèce
Devonotarbus hombachensis, unique représentant du genre fossile Devonotarbus, et de la famille fossile des Devonotarbidae, est une espèce fossile d'arachnides de l'ordre des Phalangiotarbida.

## Classification
L'espèce Devonotarbus hombachensis et le genre Devonotarbus sont décrits en 2005 par Markus Poschmann (d), Lyall I. Anderson (d) et Jason Andrew Dunlop,,.
La famille des Devonotarbidae est créée en 2012 par Markus Poschmann et Jason Andrew Dunlop, qui l'a classe dans l'ordre des Phalangiotarbida, ce qui est confirmé en 2013 par J. A. Dunlop et al.,.

### Fossiles
Selon Paleobiology Database en 2023, six collections sont référencées du Dévonien en Allemagne, soit une présence attestée de l'Emsien inférieur au Praguien du Dévonien inférieur, ou encore de 409,1 à 407,6 Ma avant notre ère,,.

### Publications originales
- Famille des Devonotarbidae :
  - (en) Markus Poschmann et Jason A. Dunlop, « Reassessing Devonotarbus, a phalangiotarbid arachnid from the Lower Devonian (Siegenian and Emsian) of the Rheinisches Schiefergebirge (SW Germany) », Paläontologische Zeitschrift, Heidelberg, Stuttgart et Berlin, Springer Science+Business Media et E. Schweizerbart (d), vol. 86, no 4,‎ 8 mai 2012, p. 377-387 (ISSN 0031-0220 et 1867-6812, OCLC 263595522 et 1026972945, DOI 10.1007/S12542-012-0138-0, lire en ligne).
- Genre Devonotarbus et espèce Devonotarbus hombachensis :
  - (en) Markus Poschmann, Lyall I. Anderson et Jason A. Dunlop, « Chelicerate Arthropods, Including the Oldest Phalangiotarbid Arachnid, from the Early Devonian (Siegenian) of the Rhenish Massif, Germany », Journal of Paleontology, Société de paléontologie, vol. 79, no 1,‎ janvier 2005, p. 110-124 (ISSN 0022-3360 et 1937-2337, DOI 10.1666/0022-3360(2005)079<0110:CAITOP>2.0.CO;2).